# Хелвикен
Хелвикен (швед. Höllviken) град је у Шведској, у јужном делу државе. Град је у оквиру Сканског округа, где је једно од значајнијих средишта. Хелвикен је истовремено и највеће насеље Општине Велинге, али не и њено управно седиште.

## Природни услови
Град Хелвикен се налази у крајње јужном делу Шведске и Скандинавског полуострва. Од главног града државе, Стокхолма, град је удаљен 630 км југозападно. Од првог већег града, Малмеа, град се налази свега 25 км јужно.
Хелвикен се развио у најјужнијој покрајини Шведске, Сканији, која је по својим природним одликама више подсећа на средњоевропска подручја, плодна је и густо насељена. Градско подручје је равничарско, а надморска висина се креће до 5 м.
Насеље на мору, на мести где Оресундски залив прелази у Балтичко море. На датом месту се налази прокоп, који одељује омање полуострво и летовалиште Сканер-Фалстербо од копна.

## Историја
Подручје Хелвикена било је насељено још у време праисторије. Данашње насеље основано је тек у 19. веку са развојем туризма на прометном месту.
Насеље се почело брже развијати тек од средине 20. века када је на датом месту почео плански развој предграђа у циљу растерећења оближњег Малмеа, у то време пренасељеног.

## Становништво
Хелвикен је данас град средње величине за шведске услове. Град има око 11.000 становника (податак из 2010. г.). Последњих деценија број становника у граду брзо расте.
До средине 20. века Хелвикен су насељавали искључиво етнички Швеђани. Међутим, са јачањем усељавања у Шведску, становништво града је постало шароликије, али, опет, мање него у случају већих градова у држави.

## Привреда
Данас је Хелвикен савремени град и познато летовалиште северне Европе, па су развијени трговина, услуге и туризам.

## Збирка слика
- Пешачка улица у Холвикену
- Градска црква
- Градско читалиште
- Прокоп у Холвикену